# Первый экзамен (фильм, 1958)
«Первый экзамен» — советский фильм 1958 года снятый на киностудии «Туркменфильм» режиссёром Хангельды Агахановым.

## Сюжет
Школьник Ораз из далёкого туркменского аула любит рисовать. На выставке детского рисунка его портрет матери получает приз. Учитель Лебедев, приехавший в аул из Ашхабадского художественного училища, советует мальчику поступить в училище. Мать Ораза соглашается и отправляет его в Ашхабад к родственникам. В Ашхабаде дядя Ораза, парикмахер, практичный и хвастливый человек, пристраивает племянника к базарному художнику Караджеву, рисующему мещанские картинки с лебедями и русалками. Здесь Ораз встречается с талантливым художником Кулмановым, автором одного из известнейших полотен о Великой Отечественной войне, который попадал под влияние Караджева и растрачивает свой талант на хорошо оплачиваемые росписи кафе и ресторанов. Опустошённый, осуждаемый товарищами и своим первым учителем Лебедевым, Кулманов понимает наконец свою ошибку и возвращается к серьёзной живописи. Вместе с Лебедевым он открывает перед Оразом истинный путь художника — путь кропотливой учёбы, огромного труда, постоянных поисков. Ораз поступает учиться в художественное училище.

## В ролях
- Курбан Аннакурбанов — Ораз Ягмуров
- Тачбиби Гафурова — Аннагюль
- Антонина Рустамова — Дженнет
- Баба Аннанов — Кулманов
- А. Бойко — Лебедев
- Б. Аннауров — Караджаев
- Дурды Сапаров — Меред
- Огульджан Мамикова — Огулгерек
- Майса Карлыева — Айсолтан
- Сарры Каррыев — Ягмур
- Н. Спаров — Аман
- Оразмухамед Хаджимурадов — Язлыев
- С. Нурназанов — Чайшан
- Ашир Миляев — Нуры-ага
- С. Джепбаров — Бахши

## Критика
Авторы счастливо нашли верный тон повествования — свободный, лёгкий, окрашенный юмором, сверкающий сатирическими блестками. История талантливого мальчика из туркменского колхоза, юного художника, делающего первые шаги в большое искусство, служит поводом для того, чтобы поговорить о роли и месте искусства в жизни наших людей.

Остроумно и едко высмеиваются в фильме халтурщики, базарные «живописцы», поставляющие всякого рода «лебедей» и «русалок». Первый экзамен, с честью выдержанный героем фильма, — это преодоление соблазнов дешёвого успеха легкого заработка, это окрепшая уверенность, что искусство требует от человека всей жизни, упорного труда.— Искусство кино, 1959